# Buh Occidental

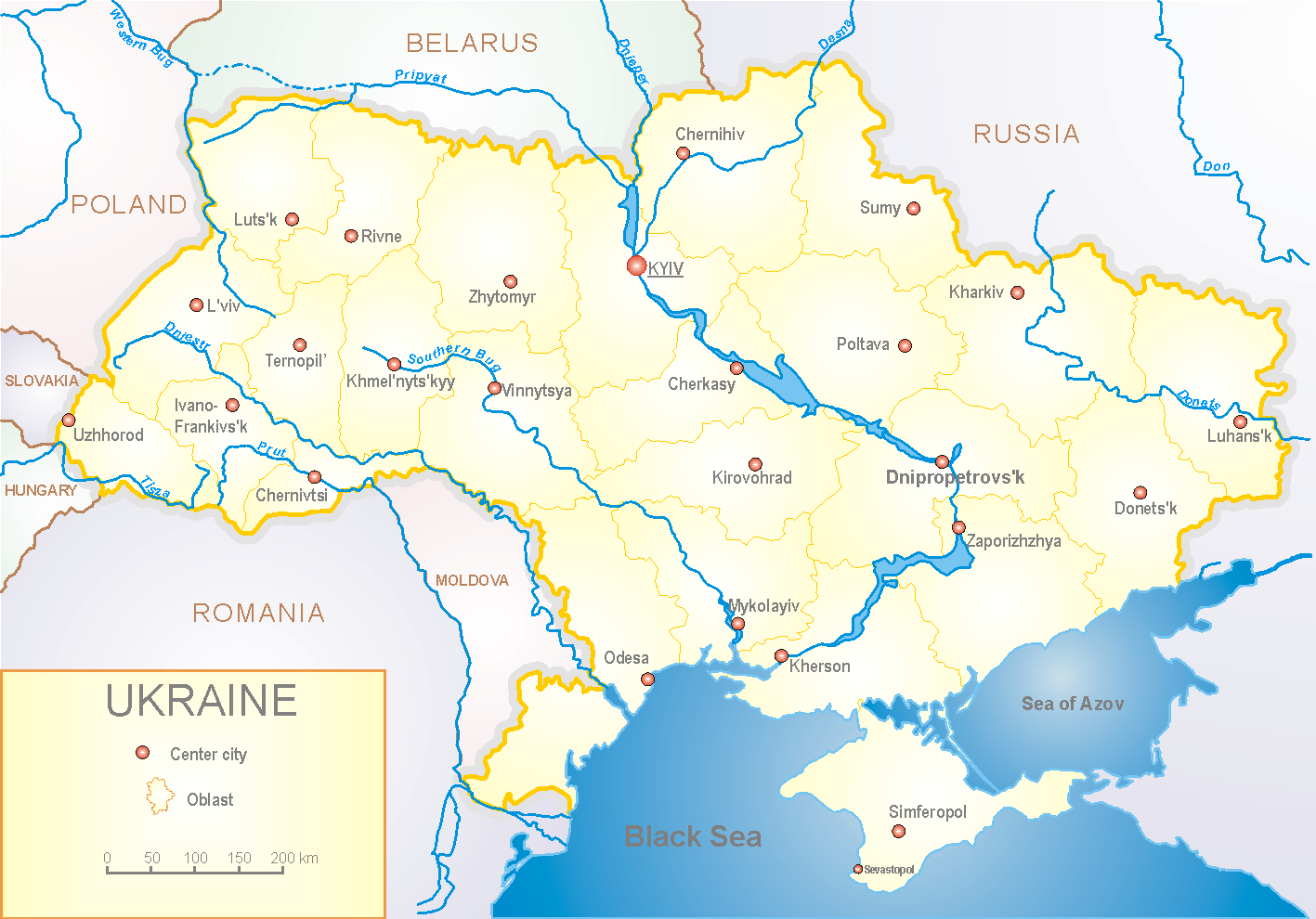
Mapa dels rius majors d'Ucraïna (en anglès)

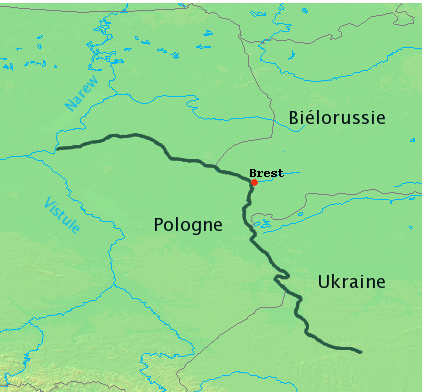
Mapa del Buh Occidental

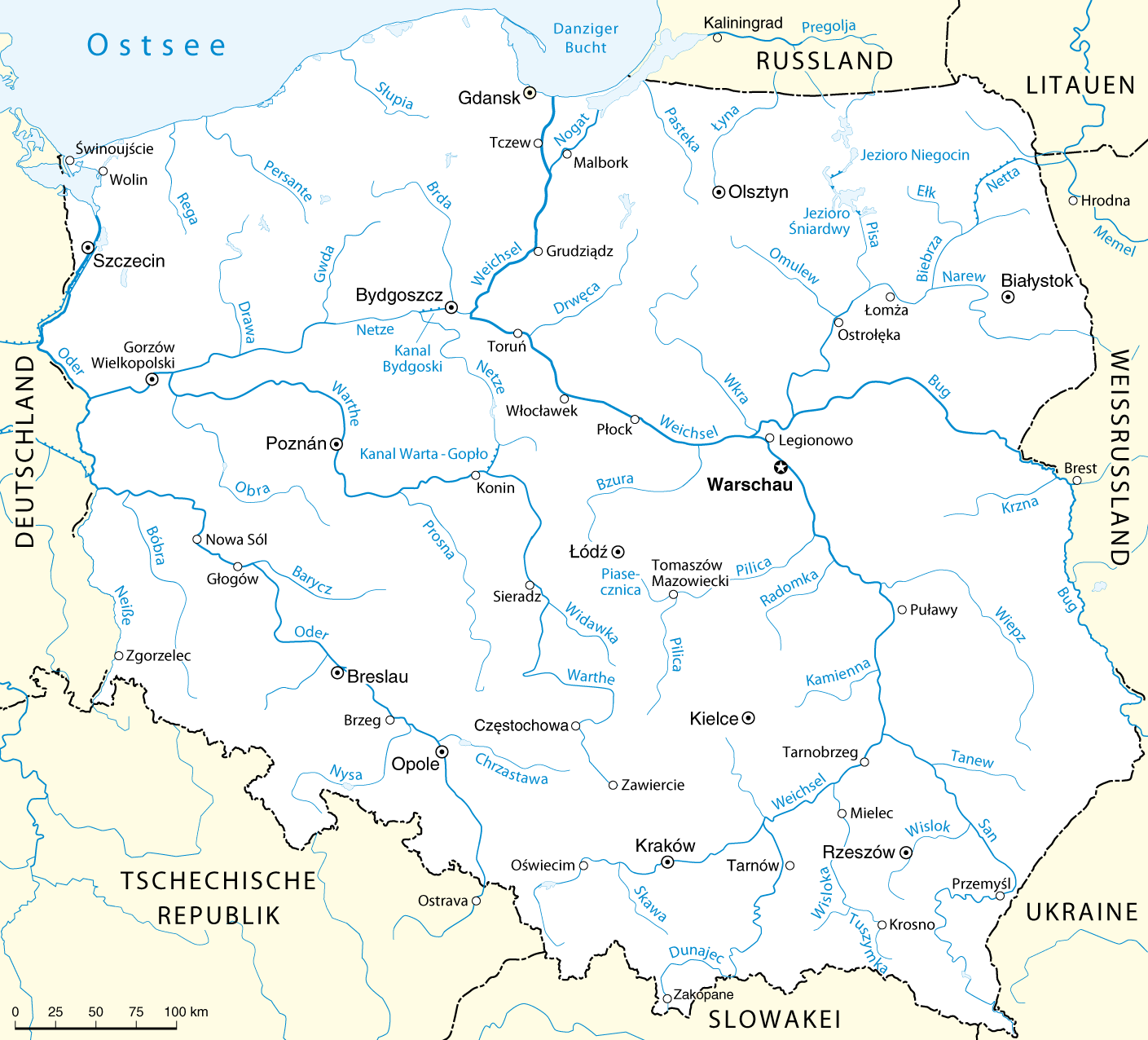
El Buh Occidental dins el sistema fluvial polonès.

El Buh Occidental o simplement Buh o Bug (ucraïnès: За́хідний Буг o Буг, Zàkhidnyi Buh o Buh; belarús: Захо́дні Буг, Zakhodni Buh; polonès: Bug) és un riu d'Ucraïna, Belarús i Polònia. Sorgeix a Ucraïna, al poble de Verkhobuj (Верхобуж), a l'óblast o província de Lviv i desemboca a l'embassament de Zegrze (transliterat al català seria: Zegje) o Zalew Zegrzyński, al riu Narew (sona com "Nàrev"), a Polònia, al seu torn afluent del Vístula. Entremig, forma part de la frontera entre Ucraïna i Polònia, després forma un tram de la frontera entre Polònia i Belarús abans d'endinsar-se a Polònia. Té una llargada de 772 km (587 km a Polònia).
La conca del Buh Occidental és rica en llacs, entre ells, els llacs de Xatska (Шацькі озера, Xatski òzera), un grup d'uns 30 llacs a prop de la població de Xatska, a l'óblast ucraïnès de Volínia o Volyn.

## Poblacions
Algunes ciutats per on passa el riu:

### A Ucraïna
A l'óblast de Lviv:
- Busk (Буськ)
- Kàmianka-Buzka (Кам'янка-Бузька)
- Dobrotvir (Добротвір)
- Sosnivka (Соснівка)
- Txervonohrad (Червоногра́д, abans del 1951, Кристинопіль, Krystynópill)
- Sassiv (Сасів)
- Sokal (Сока́ль), ciutat al nord de la regió històrica de Halytxynà (Galítsia) i al sud de la de Volýn.

A l'óblast de Volýn:
- Ustyluh (ucraïnès: Устилу́г, "boques del Luh"; polonès: Uściług; belarús: Усьцілуг), emplaçat a la frontera amb Polònia i on el riu Luha (Луга, antigament Луг, Luh, 56 km, óblast de Volýn) entra al Buh Occidental.

### A Belarús
- Brest (belarús: Бе́расьце, Бярэ́сьце, Брэст, abans: Брэст-Літоўск, Брэст-над-Бугам, transcrit: Bérastse, Biarestse, Brest, abans: Brest-Litousk, Brest-nad-Buham; ucraïnès: Берестя, Бересть, abans: Брест-Литовськ, transcrit: Berèstia, Berest, Brest-Lytovsk; polonès: Brześć, Brześć Litewski, Brześć nad Bugiem; jiddisch: בּריסק; hebreu: ברסט ליטובסק; rus: Берестье, Бересть, Брест, abans: Брест-Литовск, transcrit: Bieriestie, Bieriest, Brest, Brest-Litovsk), ciutat belarussa davant per davant de la ciutat més petita polonesa de Terespol, a l'altra banda del riu. Brest és un port fluvial i es troba a la confluència del Múhavets o Múhaviets (afluent dret) amb el Buh Occidental.

### A Polònia
Pobles i ciutat a la frontera amb Ucraïna:
- Kryłów
- Strzyżów
- Zosin
- Horodło
- Dorohusk
- Świerże
- Wola Uhruska
- Orchówek
- Włodawa (pronunciat Vlodava; ucraïnès: Волода́ва, transcrit: Volodava; belarús: Уладава, transcrit: Uladava), ciutat a la frontera amb Ucraïna i Belarús.

Pobles i ciutat a la frontera amb Belarús:
- Dołhobrody
- Sławatycze
- Kodeń
- Terespol (ucraïnès: Тере́спіль, Terèspill; belarús: Цярэспаль, Tsiarespal), petita ciutat polonesa davant per davant de la ciutat belarussa de Brest, a l'altra banda del riu.
- Niemirów
- Mielnik

Ciutats i pobles no-fronterers:
- Granne
- Drohiczyn (ucraïnès: Дорогичин, Dorohytxyn; belarús: Дарагічын, Darahitxyn) - ciutat
- Nur (Polònia)
- Zuzela
- Małkinia Górna
- Brok - ciutat
- Brańszczyk
- Kamieńczyk
- Wyszków (en el AFI: [ˈvɨʂkuf], transcrit: Vyxkuv; ucraïnès: Ви́шкув, transcrit: Výxkuv; belarús: Вышкаў, Вышкава, transcrit: Vyxkau, Vyxkava) - ciutat

## Afluents del Buh Occidental
Una llista dels afluents del Buh organitzats d'acord amb si entren per la dreta o per l'esquerra.

### Entren de la dreta
Al territori d'Ucraïna:
- Neretva (Неретва)
- Luha (ucraïnès: Луга)
- Bilostok (Білосток) ?

A Belarús: 
- Kapaiouka, Kapaiuka (Капаёўка, Капаеўка, Капаюўка)
- Múhaviets, Biely Múhaviets (belarús: Му́хавец, Бе́лы Му́хавец) - entra al Buh Occidental a la ciutat de Brest.
- Liasnaia (belarús: Лясная)

Belarús i Polònia:
- Pulva (Пульва) - comença a Belarús i entra al Buh ja a Polònia.

A Polònia:
- Nurzec o Nurets (AFI: [ˈnuʐɛt͡s]; belarús: Нурэ́ц)
- Brok

### Entren de l'esquerra
A Ucraïna:
- Kàmianka (Кам'янка) - a Ucraïna, entra al Buh Occidental a Kàmianka-Buzka
- Rata (Рата) - Ucraïna
- Poltva (Полтва) - Ucraïna

Ucraïna i Polònia:
- Sołokija, Solokiia (ucraïnès: Солокія) - Ucraïna, Polònia

A Polònia:
- Bukowa
- Huczwa
- Uherka
- Włodawka
- Krzna (ucraïnès, belarús: Кшна, Kxna, abans Кросна, Krosna)
- Toczna
- Cetynia
- Liwiec
- Kałamanka

## Parcs naturals
- Parc paisatgístic de la vall del Bug (Nadbużański Park Krajobrazowy), a Polònia - vegeu la pàgina oficial (en polonès i anglès), i un mapa mostrant on es troba en relació amb els altres parcs naturals de Polònia Arxivat 2009-12-26 a Wayback Machine.

## Galeria d'imatges

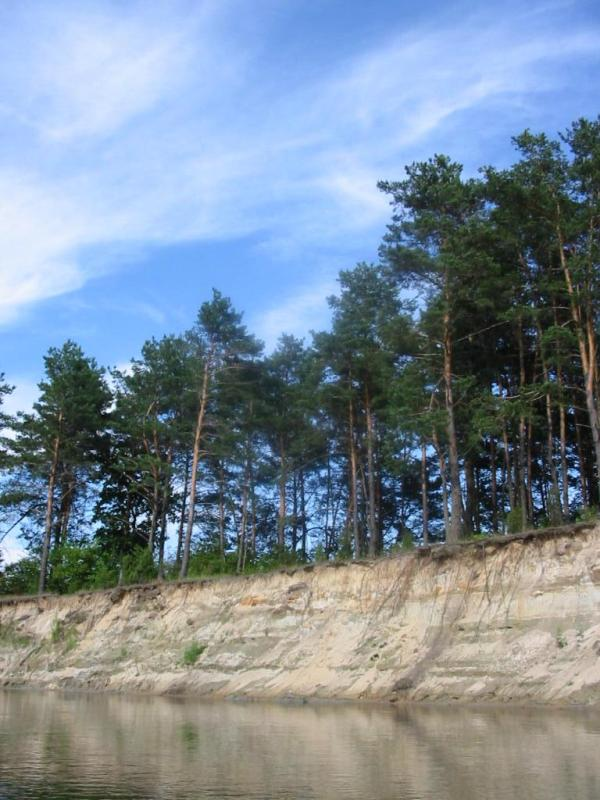
Al municipi de Wola Uhruska, a Polònia, frontera amb Ucraïna
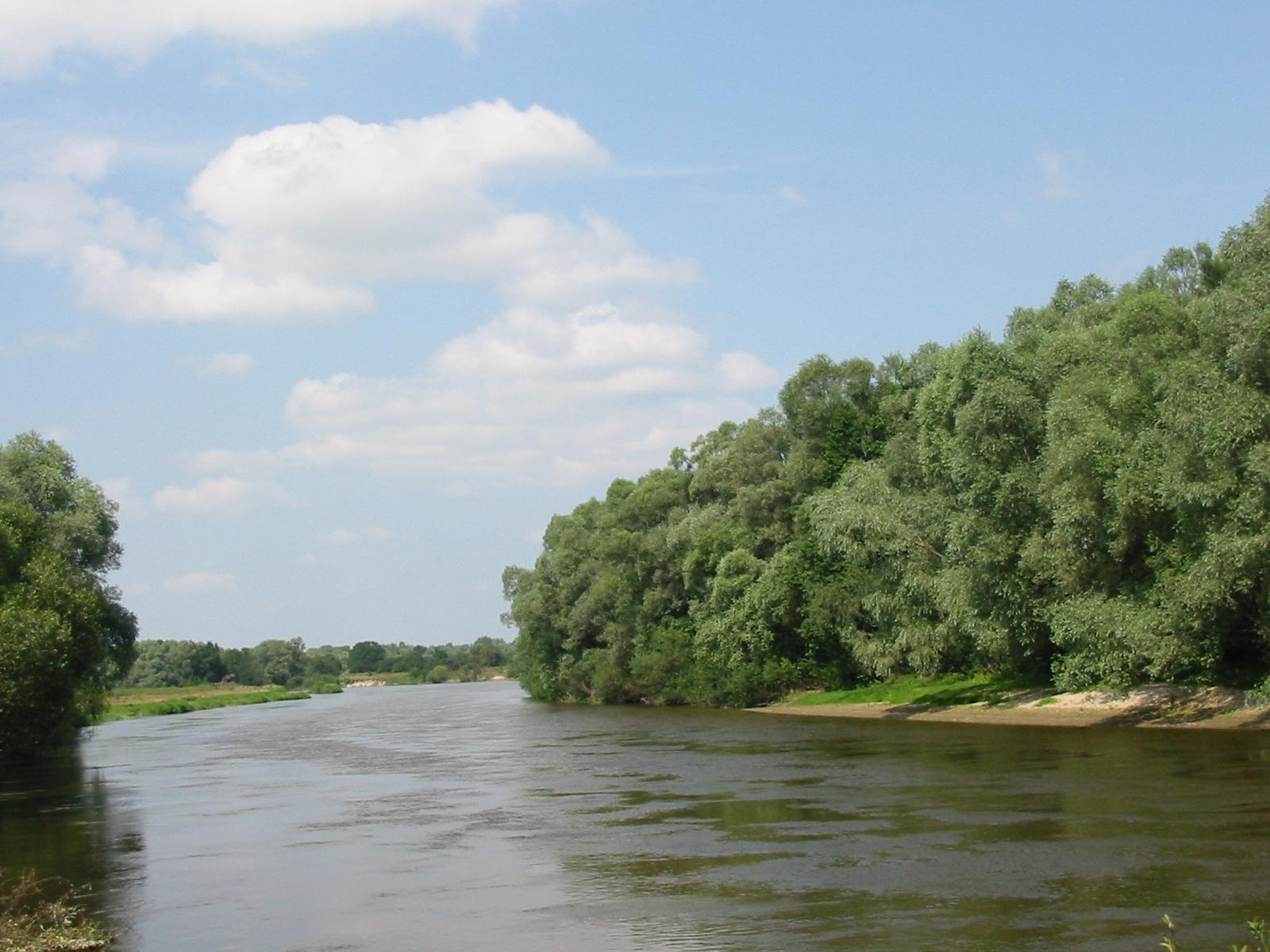
El Buh Occidental al seu pas per Włodawa, Polònia
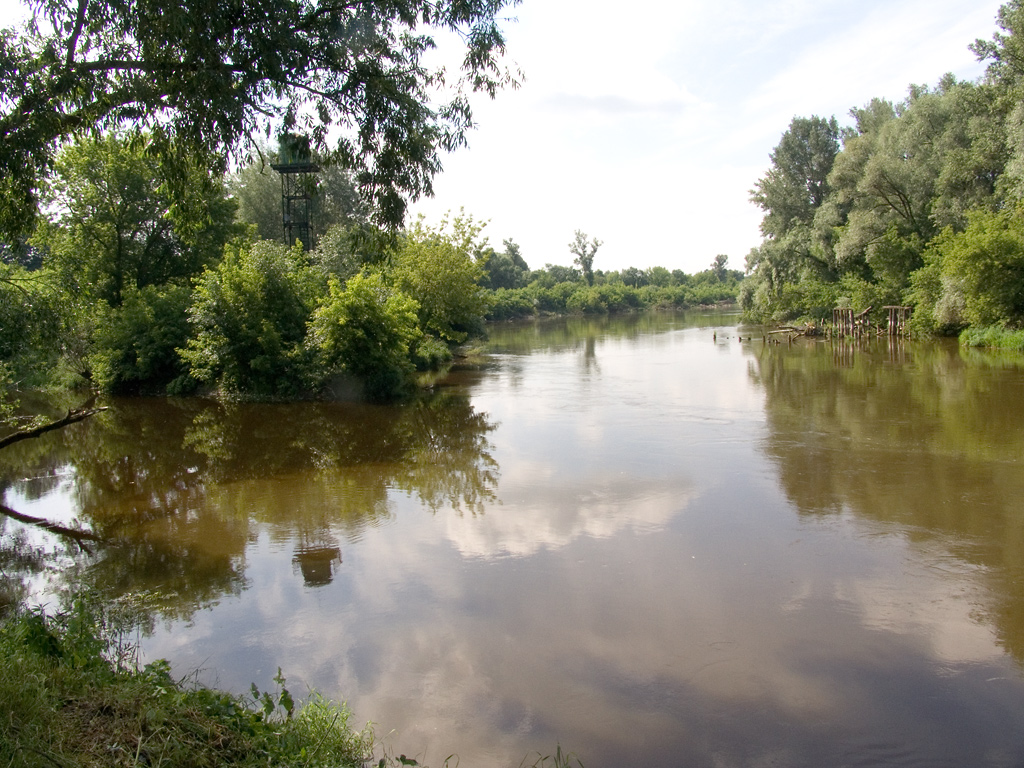
La confluència del Múhaviets (a l'esquerra) i el Buh Occidental a Brest, Belarús
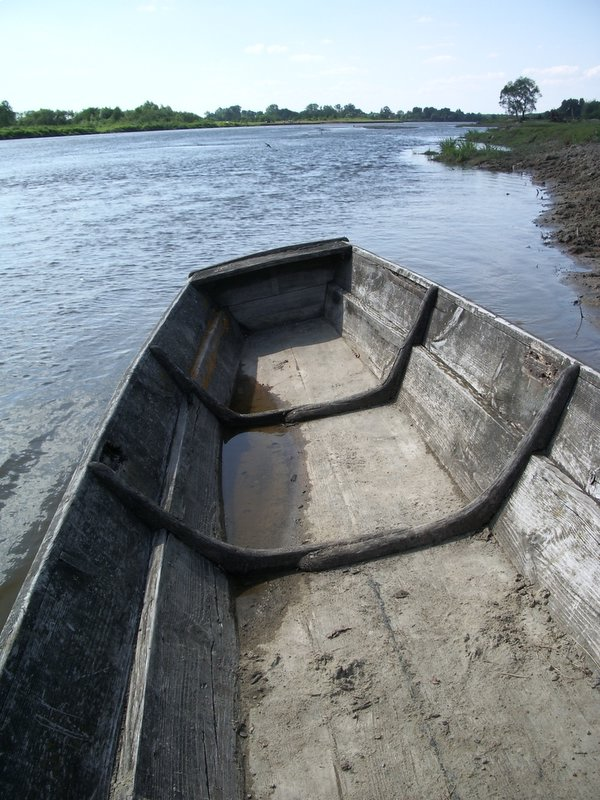
Barca i riu a Granne, Polònia.
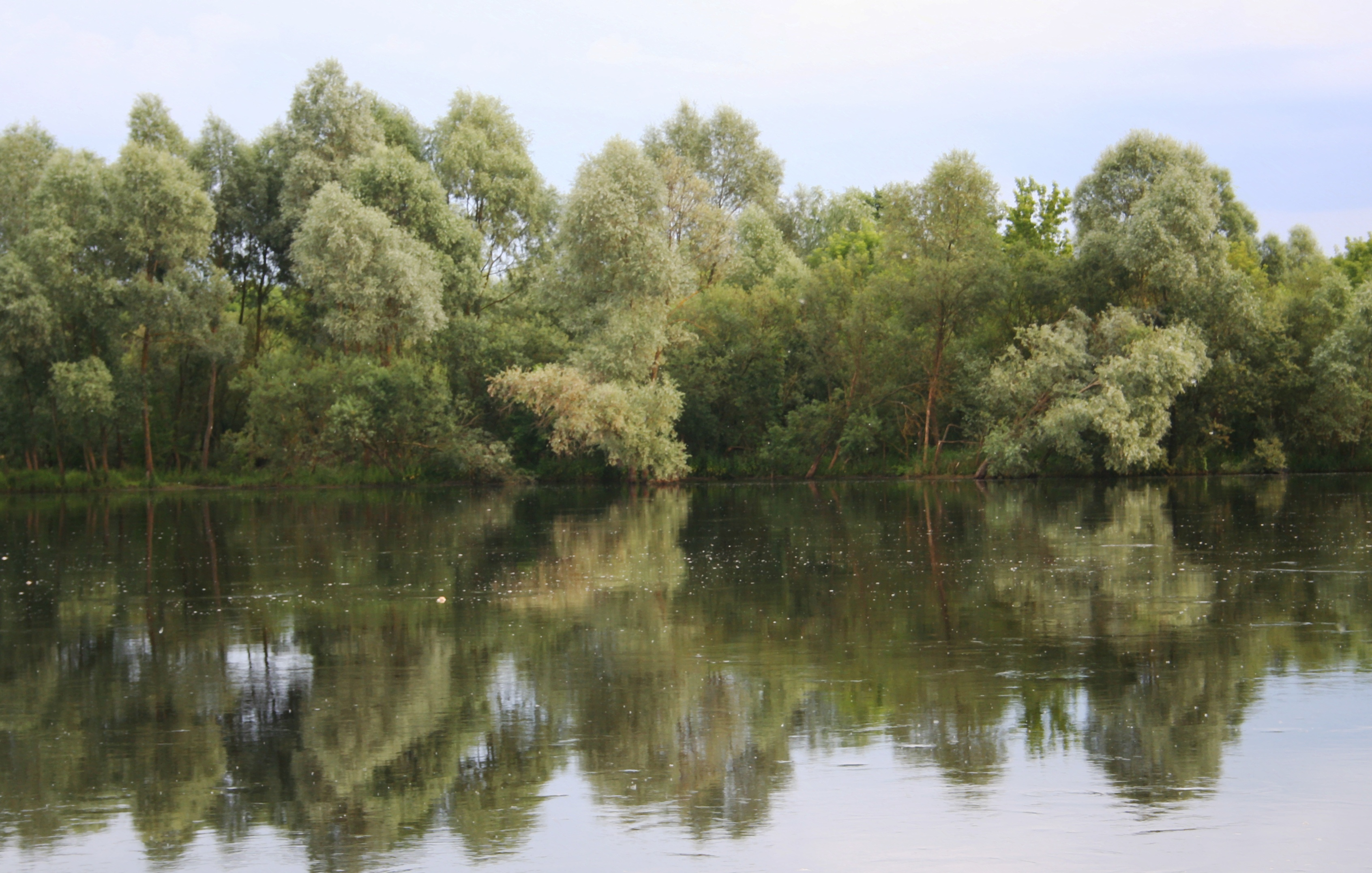
Al seu pas pel poble de Niemirów
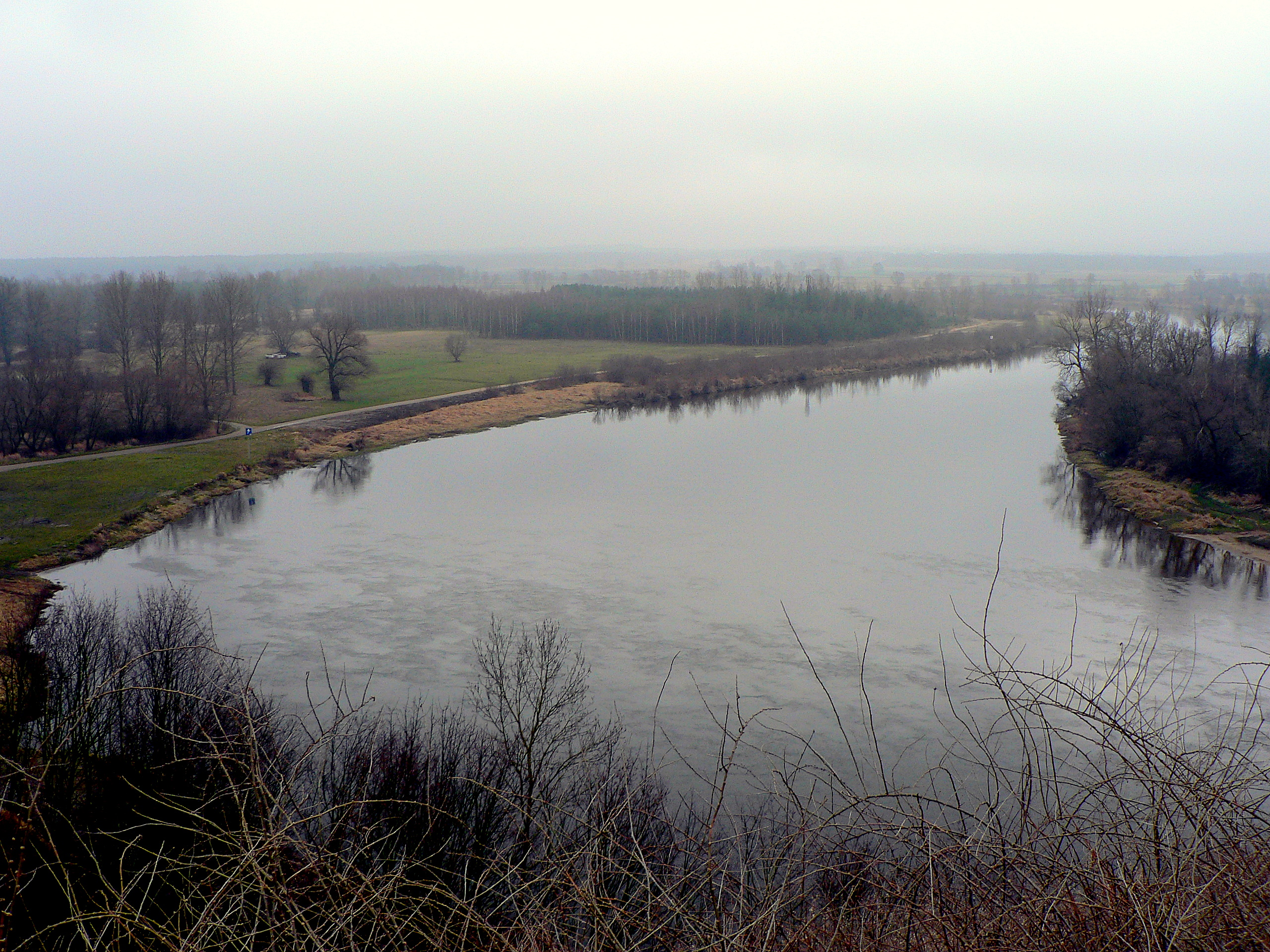
Al seu pas per Drohiczyn
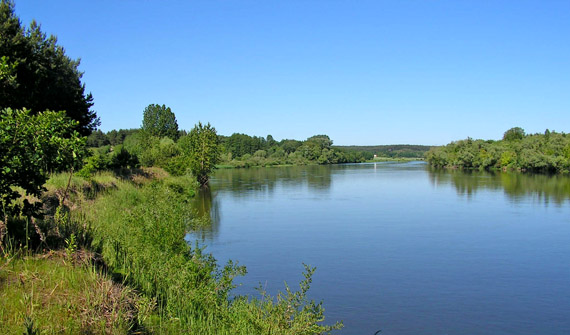
També prop de Drohiczyn
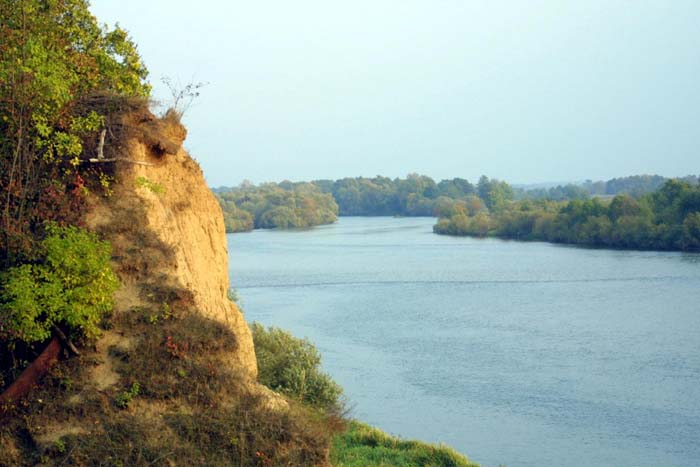
Al poble de Nur (Polònia).
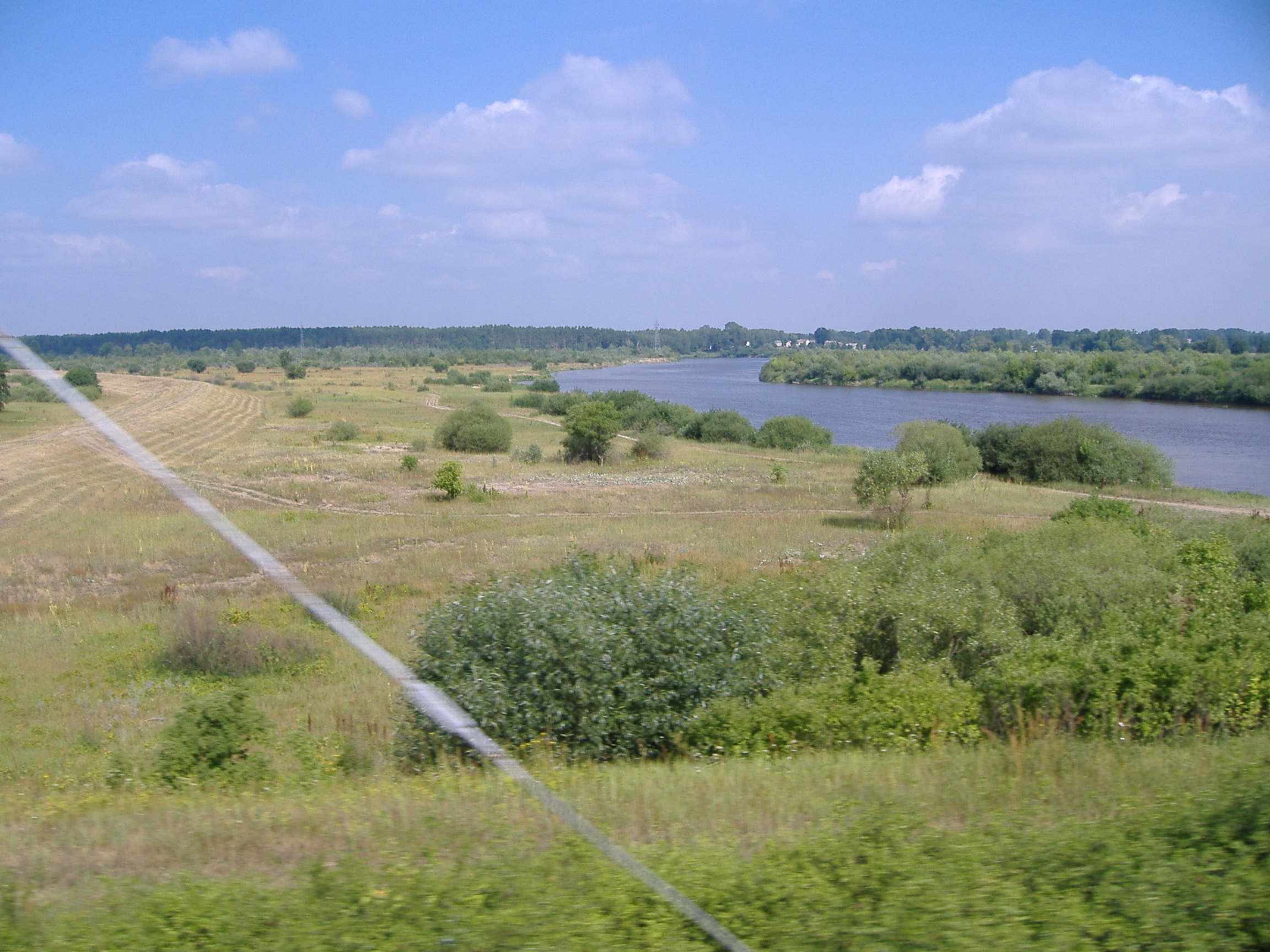
Al poble de Małkinia Górna
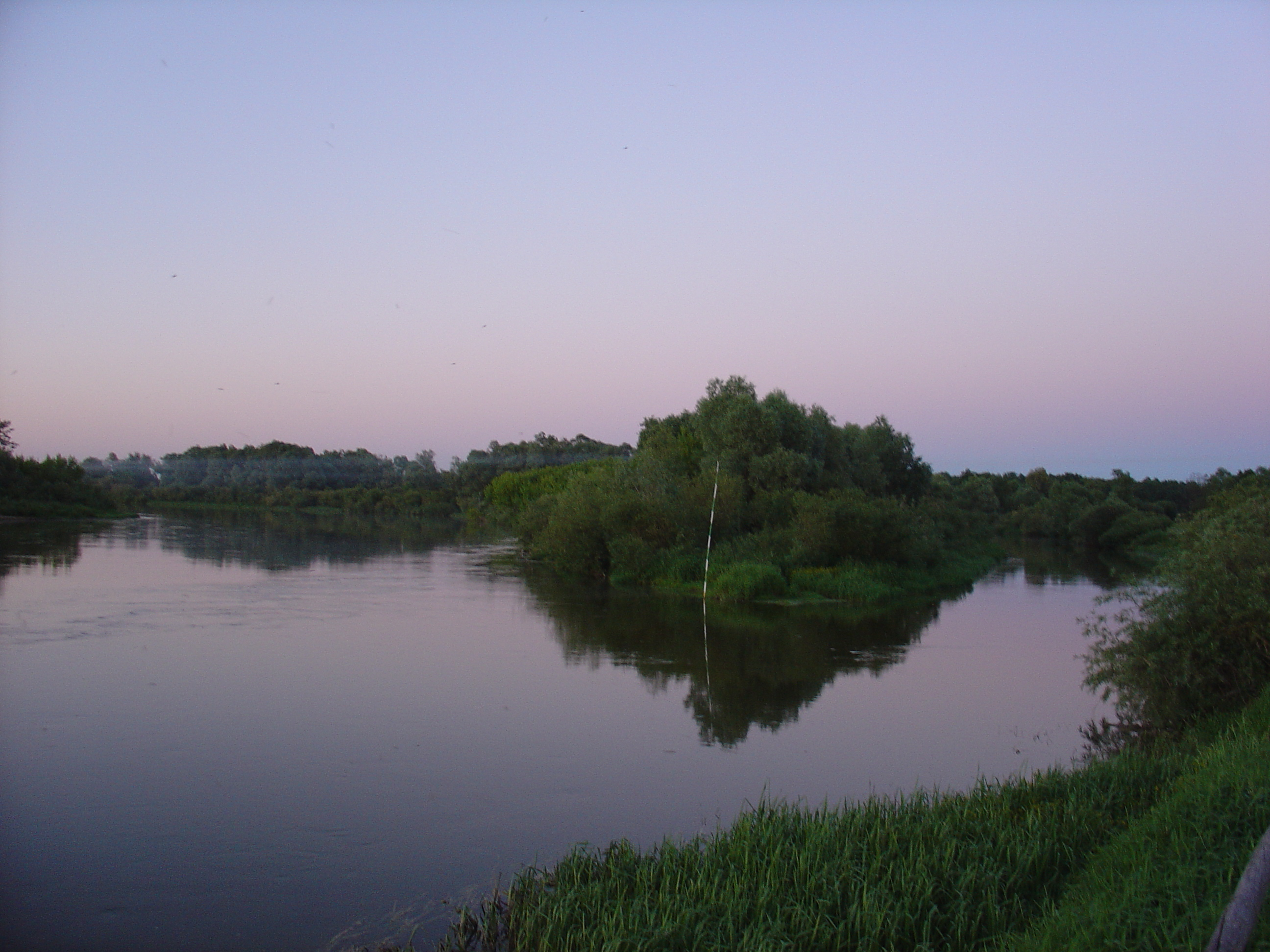
Al poble de Mogielnica ([mɔgɛlˈnit͡sa], al powiat de Siedlecki)
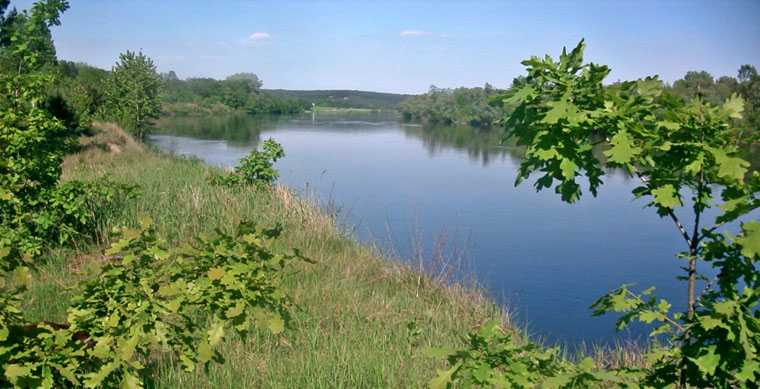
Al parc paisatgístic de la vall del Bug (Nadbużański Park Krajobrazowy)
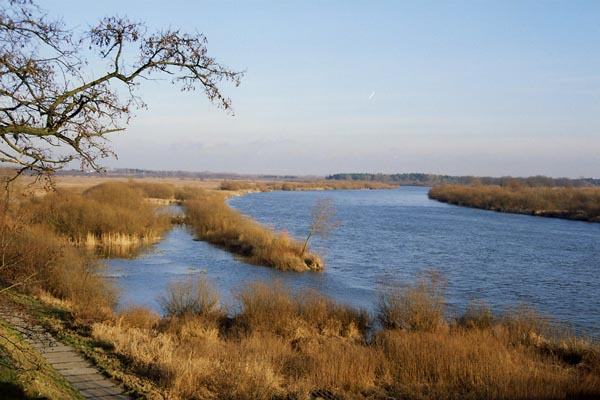
El Buh Occidental al seu pas per Wyszków, Polònia
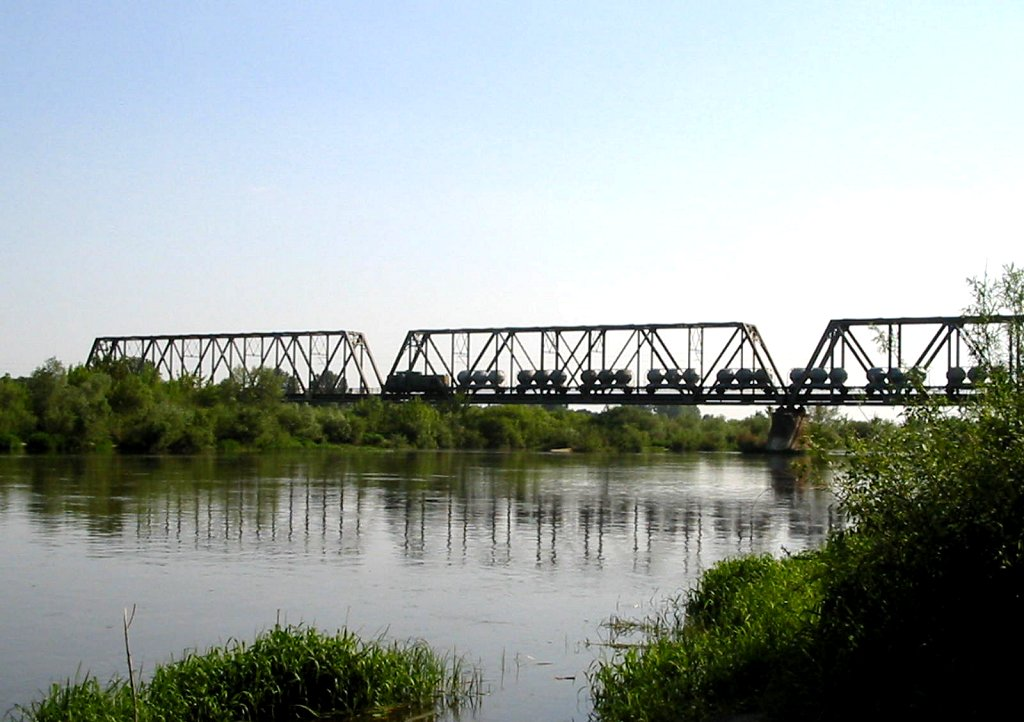
Pont ferroviari sobre el riu a Wyszków
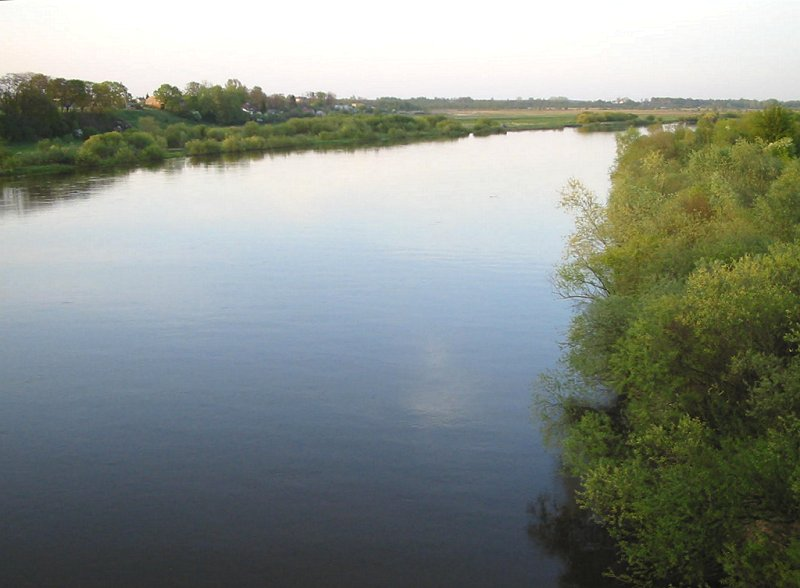
Prop de Wyszków
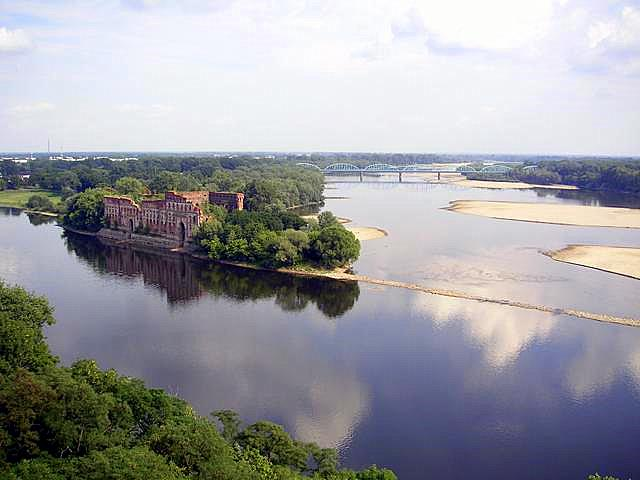
El Bug després que s'ajunta amb el Narew per formar l'anomenat Bugo-Narew, a la seva confluència amb el Vístula a Modlin. (V. també liman)